# Stora Trytjärnen (Härryda socken, Västergötland)
Stora Trytjärnen är en sjö i Härryda kommun i Västergötland och ingår i Kungsbackaåns huvudavrinningsområde.